# Gunica
Gunica er en flod i Polen, på Police-sletten. Gunicas kilden er i Stolsko Søen. Floden er omkring 32 km lang. Den flyder over Swidwie Søen. Eneste bifloden er Mała Gunica (højre kyst). Den flyder over Stolec (ved Police)-området, Węgornik, Tanowo, Witorza, Tatynia, Wieńkowo og Police - Jasienica. Gunica udmunder i Oder (Roztoka Odrzańska) i Police - Jasienica.

## Turisme
- Kajak-vejen (20 km): Węgornik – Tanowo – Tatynia – Wieńkowo – Police (Jasienica)[2]
- Kirke (17. århundrede) i Tatynia (tysk: Hagen)
- Kirke (14. århundrede) i Police - Jasienica (tysk: Jasenitz)
- Kloster (ruin) (Augustinerordenen) (14. århundrede) i Police - Jasienica (tysk: Jasenitz)

## Natur
- Wkrzanska Skoven (polsk: Puszcza Wkrzańska, tysk: Ueckermünder Heide)
- Swidwie Naturreservatet (polsk: Rezerwat przyrody Świdwie) – Ramsar-konventionen, 1984
- Natura 2000 område: Wkrzanska Skov (polsk: Puszcza Wkrzańska, tysk: Ueckermünder Heide), Swidwie Naturreservatet (polsk: Rezerwat przyrody Świdwie), Swidwie Søen (polsk: Jezioro Świdwie)

## Landsbyer ved Gunica
- Stolec (ved Police)
- Węgornik
- Tanowo (tysk: Falkenwalde)
- Witorza
- Tatynia (tysk: Hagen)
- Wieńkowo